# Paretroplus
Paretroplus es un género de peces de la familia Cichlidae, todas sus especies endémicas de ríos y lagos de Madagascar.

## Especies
- Paretroplus dambabe Sparks, 2002
- Paretroplus damii Bleeker, 1868
- Paretroplus gymnopreopercularis Sparks, 2008
- Paretroplus kieneri Arnoult, 1960
- Paretroplus lamenabe Sparks, 2008
- Paretroplus maculatus Kiener & Maugé, 1966
- Paretroplus maromandia Sparks & Reinthal, 1999
- Paretroplus menarambo Allgayer, 1996
- Paretroplus nourissati Allgayer, 1998
- Paretroplus petiti Pellegrin, 1929
- Paretroplus polyactis Bleeker, 1878
- Paretroplus tsimoly Stiassny, Chakrabarty & Loiselle, 2001

- Datos: Q3895822
- Multimedia: Paretroplus / Q3895822
- Especies: Paretroplus